# 홍승표 (성우)
홍승표(1970년 9월 12일 ~ )는 대한민국의 성우로, 1996년 대교방송 공채 2기로 입사했다.

## 출연 작품

### 애니메이션
- 천방지축 모험왕(대교 어린이TV) - 삼장법사, 불의 신(프로테)
- R.O.D(애니원) - 오토 리리멘탈
- 공각기동대 - Stand alone complex(애니원) - 호머
- 금색의 갓슈벨(챔프) - 빅토림
- 꼬마천사 코텐코(챔프) - 남작
- 나나(애니원) - 미즈코시 세이치
- 십이국기(애니원) - 코쇼우
- 트윈 시그널 - A스케
- 천공의 성 라퓨타 - 공중 해적
- 디지몬 세이버즈(대원방송) - 로드나이트몬
- 파워레인저 정글포스(대원방송) - 우라
- 소년탐정 김전일 Original (애니박스) - 피에로 사콘지
- 듀얼 레전드 제로(재능TV) - 크로우
  - 듀얼 레전드 쇼크(재능TV) - 크로우
- 천하태평 노노짱(대교 어린이TV) - 노노 아빠, 포치
- 바람의 검심(애니원) - 아룬도, 천각, 흑호, 우스이, 후지타 경위의 동료 경찰, 후지
- 프린세스 츄츄(애니원) - 고양이 선생님, 남학생, 라이샌더, 두건 노인
- 시골쥐와 서울쥐(애니원) - 머피
- 뿡야뿡야 왕바우(애니원) - 아나운서
- Z.O.E(애니원)
- 파이터 바키(애니원) - 시노기 고쇼(백성호) / 오로치 카츠미(김장규)
- 기동전사 건담 SEED(애니원) - 아데스, 팔, 사이브
- 헌터X헌터(애니원) - 아모리, 보도로, 심판
- 라제폰(챔프) - 마사요시
- 하늘이와 구름요정(애니원) - 걸레, 바람
- 가면라이더 W(대원방송) - 머니
- 펌프킨 시저스(애니맥스) - 행크스 대위
- 에어리어 88(애니맥스) - 바슈타르
- 건담 0083 스타더스트 메모리(애니박스) - 코웬
  - 건담 0083 지온의 잔광(애니박스) - 파스로프
- 잭과 콩나무(애니박스) - 레지
- 워킹맨(애니박스) - 편집장
- 수퍼멍멍이 레츠고 테피(카툰네트워크) - 박사
- 우당탕탕 엽기가족(대교 어린이TV) - 베리
- 애니다큐 그림여행(대교 어린이TV) - 고갱 외
- 데스노트(애니원) - 경비원, 형사, 방송인 4
- 은혼(투니버스) - 병사 2
- 사무라이 참프루(투니버스) - 덴키보, 섬주인
- 몬스터(투니버스) - 지벨
- 조이드 신세기제로(챔프) - 심판관
- 강철의 연금술사(애니원) - 메이슨
- 와일드 캣츠(대교 어린이TV)
- 쥬얼펫 선샤인(대교 어린이TV) - 강민우, 루투
- 돌격! 빠빠라대(대교 어린이TV) - 마르코
- 가오레인저스 (애니박스) - 하데스
- 떴다! 트레이시 (대교 어린이TV)
- 원피스 극장판 4기 - 죽거나 이기거나(투니버스) - 슬라이어 바스커드
- 짱구는 못말려 극장판: 습격!! 외계인 덩덩이 - 마이크

### 방송
- 사랑의 가족 (KBS 2TV)
- 시청자 제보 물은 생명이다 (SBS)(2003 ~ 2008)
- 사랑의 가족 (KBS 1TV) - 2013년 5월 2일 출연

### 드라마
- 칼잡이 오수정(SBS) - 기자
- 영웅시대(MBC) - 사회자

### 영화,게임
- 내셔널 시큐리티(SBS) - 경찰(재키 플린)
- 미녀 삼총사(SBS) - 폭탄 테러범(숀 월렌)
- 프렌치 키스 2(SBS)
- 미네소타 트윈스(SBS)
- 세인트(SBS)
- 스타크래프트 II - 헤라클레스
- 브래스드 오프(SBS)
- 저스트 프렌즈(SBS)
- 하프 어 챈스(SBS)
- 의혹(SBS)